# Bunkobon

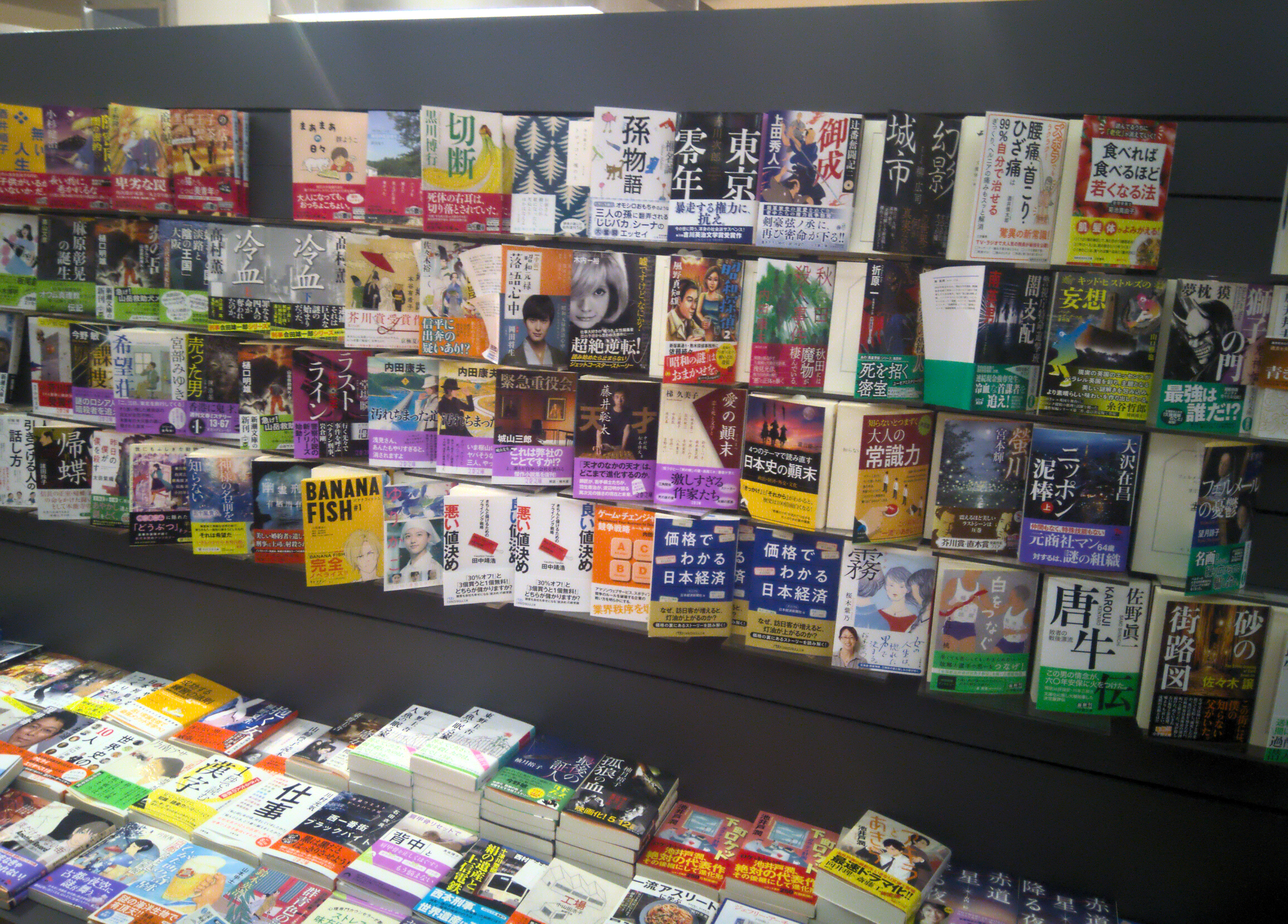
Un surtido de bunkobon en una librería.

En Japón, los bunkobon (文庫本?) son libros de bolsillo de formato pequeño, diseñados para ser asequibles y ahorrar espacio.
La gran mayoría de los bunkobon son de tamaño A6 (105×148mm). A veces están ilustrados y, al igual que otros libros de bolsillo japoneses, generalmente tienen un envoltorio de sobrecubierta simple. Se utilizan para fines similares a los libros de bolsillo del mercado masivo occidental: generalmente para ediciones más baratas de libros que ya se han publicado en tapa dura. Sin embargo, por lo general se imprimen en papel duradero y se encuadernan de forma duradera, y algunas obras se publican inicialmente en formato bunkobon.
El formato bunkobon comenzó a florecer durante la década de 1920, tras el desarrollo de la tecnología de impresión capaz de producir libros y revistas baratos en masa. Durante este período, la industria japonesa desarrolló el formato bunkobon basado en los formatos de libro de la Universal-Bibliothek de German Reclam.